# André Pousse
André Pousse (20 de outubro de 1919 – 9 de setembro de 2005) foi um ator cinematográfico e televisivo francês, que na sua juventude foi também um destacado ciclista.

## Biografia
Seu nome completo era André Joseph Pousse, e nasceu em Paris, França.
Ainda que é conhecido principalmente pela sua faceta de ator, Pousse em seus inícios foi ciclista profissional, dedicado principalmente às carreiras em pista. O seu maior lucro como ciclista teve lugar no infame Vél d'Hiv (Velódromo de Inverno) de Paris, onde ganhou os prestigiosos "seis dias de Vél d'Hiv" desde 1942 a 1949. Pousse retirou-se das carreiras em 1950, e nessa década teve uma relação com Édith Piaf.
A partir dos anos sessenta converte-se em ator cinematográfico e televisivo, interpretando principalmente papéis de gansteres em filmes policiais da época.
Além de ator, foi agente de outros intérpretes, ao igual que um dos diretores artísticos do Moulin Rouge e de outros locais, entre eles o Casino du Liban, ao mesmo tempo que fundador e proprietário da discoteca "La Louco", em Paris.
André Pousse faleceu a 9 de setembro de 2005 em Gassin, França, por causa de um acidente rodoviário ocorrido quatro dias antes. Foi enterrado em La Garde-Freinet.

## Filmografía

### Cinema
- 1963 : D'où viens-tu Johnny ?, de Noël Howard
- 1966 : Ne nous fâchons pas, de Georges Lautner
- 1967 : Un idiot à Paris, de Serge Korber
- 1968 : Fleur d'oseille, de Georges Lautner
- 1968 : Faut pas prendre les enfants du bon dieu pour des canards sauvages, de Michel Audiard
- 1968 : Catherine, il suffit d'un amour, de Bernard Borderie
- 1968 : Le Pacha, de Georges Lautner
- 1969 : Des vacances en or, de Francis Rigaud
- 1969 : Une veuve en or, de Michel Audiard
- 1969 : El clan de los sicilianos, de Henri Verneuil
- 1970 : Tumuc Humac, de Jean-Marie Périer
- 1970 : Trop petit, mon ami, de Eddy Matalon
- 1971 : Comptes à rebours, de Roger Pigaut
- 1971 : Le drapeau noir flotte sur la marmite, de Michel Audiard
- 1972 : Elle cause plus, elle flingue, de Michel Audiard
- 1972 : Un flic, de Jean-Pierre Melville
- 1973 : Quelques messieurs trop tranquilles, de Georges Lautner
- 1973 : L'Insolent, de Jean-Claude Roy
- 1973 : Profession : Aventuriers, de Claude Mulot
- 1974 : OK patron, de Claude Vital
- 1974 : Bons baisers à lundi, de Michel Audiard
- 1975 : Flic Story, de Jacques Deray
- 1975 : Bons Baisers de Hong Kong, de Yvan Chiffre
- 1976 : Attention les yeux !, de Gérard Pirès
- 1976 : Oublie-moi, Mandoline, de Michel Wyn
- 1976 : Chantons sous l'occupation, de André Halimi
- 1977 : Drôles de zèbres, de Guy Lux
- 1977 : Le Cœur froid, de Henri Helman
- 1977 : La Septième Compagnie au clair de lune, de Robert Lamoureux
- 1979 : Les Égouts du paradis, de José Giovanni
- 1982 : Le Corbillard de Jules, de Serge Pénard
- 1982 : Deux heures moins le quart avant Jésus-Christ, de Jean Yanne
- 1999 : L'Âme-sœur, de Jean-Marie Bigard
- 1999 : Comme un poisson hors de l'eau, de Hervé Hadmar

### Curtametragens
- 1992 : Tout petit déjà, de David Carayon
- 1994 : Requiem pour un con damné, de Dominique Bachy
- 1996 : Moi j'aime Albert, de Frédéric Chaudier
- 1996 : En panne, de Olivier Soler
- 1998 : Deux Bananes flambées et l'addition, de Gilles Pujol
- 2004 : Le Plein des sens, de Erick Chabot

### Televisão
- 1967 : Max le débonnaire (Serie TV)
- 1973 : Au théâtre ce soir : Le Million, de Georges Berr e Marcel Guillemaud
- 1977 : Madame le juge (Serie TV)
- 1978 : Le Sacrifice (Telefilme)
- 1978 : Sam et Sally, serie TV, de Nicolas Ribowski, episódio Lili
- 1981 : Le Mythomane (Serie TV)
- 1981 : Salut champion (Serie TV)
- 1982 : Mettez du sel sur la queue de l'oiseau pour l'attraper (Telefilme)
- 1983 : Le grand braquet (Telefilme)
- 1986 : Le Privé (Serie TV)
- 1988-1991 : Paparoff (Serie TV)
- 1989 : Le Retour de Lemmy Caution (Telefilme)
- 1994-1995 : Cluedo
- 1995 : La Tactique du critique (Telefilme)
- 1995 : Dindes au marron (Telefilme)
- 1995 : Le Dîner est servi (Telefilme)
- 1997 : Opération Bugs Bunny (Telefilme)
- 2000 : Les Bœuf-carottes (Serie TV, episodio 5 : Haute voltige)
- 2002 : Qui mange quoi ? (Telefilme)
- 2003 : Frank Riva (Serie TV)
- 2004 : Qui mange quand ? (Telefilme)